# آدم لونغ
آدم لونغ (بالإنجليزية: Adam Long)‏ هو ممثل بريطاني، ولد في 1991.

## أعمال

### أفلام
- (2017) دونكيرك[4][5]

## وصلات خارجية
- آدم لونغ على موقع IMDb (الإنجليزية)
- آدم لونغ على موقع ألو سيني (الفرنسية)
- آدم لونغ على موقع أول موفي (الإنجليزية)
- آدم لونغ على موقع قاعدة بيانات الفيلم (الإنجليزية)
- آدم لونغ على موقع كينوبويسك (الروسية)